# Kévin Muhire
Kévin Muhire (ur. 17 października 1998 w Ruhengeri) – rwandyjski piłkarz grający na pozycji ofensywnego pomocnika. Od 2022 jest zawodnikiem klubu Al-Yarmouk SC.

## Kariera klubowa
Swoją karierę piłkarską Muhire rozpoczął w klubie Isonga FC. W sezonie 2014/2015 zadebiutował w jego barwach w pierwszej lidze rwandyjskiej. W latach 2015–2018 występował w Rayon Sports FC. Wywalczył z nim dwa mistrzostwa Rwandy w sezonach 2016/2017 i 2018/2019, wicemistrzostwo w sezonie 2015/2016 i Puchar Rwandy w 2016 roku. W latach 2019–2020 grał egipskich klubach takich jak: El Dakhleya SC (2019), Misr Lel-Makkasa SC (2019) i Tala’ea El-Gaish SC (2020). Jesienią 2020 był piłkarzem omańskiego Saham Club, a w latach 2021-2022 występował w Rayon Sports FC. Latem 2022 przeszedł do kuwejckiego Al-Yarmouk SC.

## Kariera reprezentacyjna
W reprezentacji Rwandy Muhire zadebiutował 6 stycznia 2016 roku w zremisowanym 1:1 towarzyskim meczu z Kamerunem, rozegranym w Gisenyi.